# Tanzschule Herde

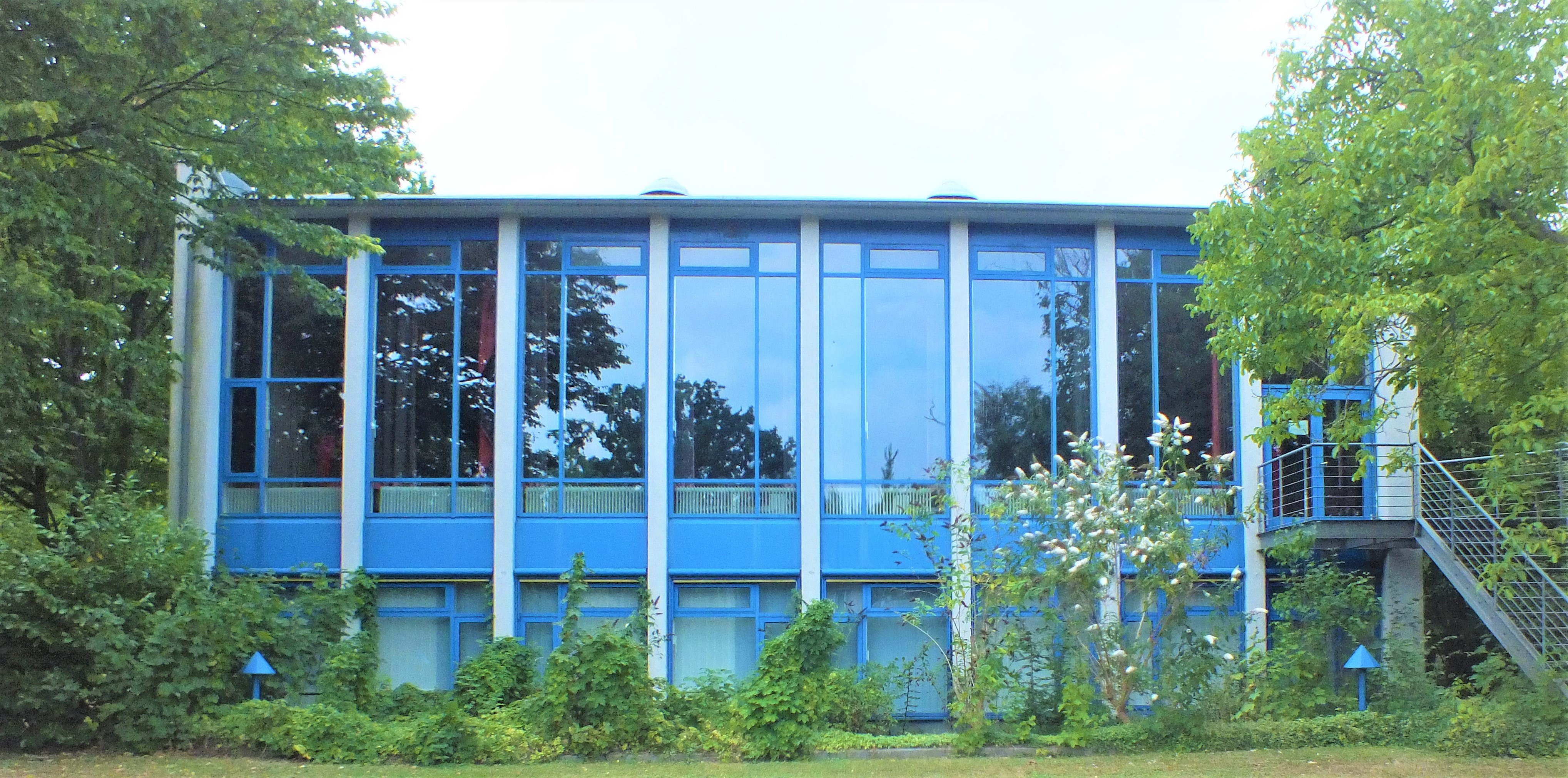
Gebäude der Tanzschule mit Blick auf den großen Tanzsaal (2022)

Thomas Narkus mit Urkunde des Sozialpreises (2025)

Die Tanzschule Herde war eine Tanzschule in Hamburg-Wandsbek.

## Geschichte
Der Tanzlehrer Walter Herde gründete 1959 mit seiner Ehefrau Charlotte die Tanzschule Herde in Hamburg-Wandsbek. In dem 1959 erstellten Neubau auf zwei Ebenen waren zwei Tanzsäle und eine Wohnung für das Ehepaar Herde zur Rantzaustraße untergebracht. Der große Tanzsaal für bis zu 150 Tänzerinnen und Tänzer ist tageslichtdurchflutet und mit seinem Parkett, Spiegelwand und Fensterfront bis an den Boden im Stil der 1950er Jahre gehalten. Heute wird er von der Tanzschule „Mein Tanzstudio“ von Thomas Narkus genutzt. Obwohl kein Denkmalschutz besteht, ist der ursprüngliche Charakter erhalten geblieben. Diese ADTV-Tanzschule war in Wandsbek eine Institution. Es wurden Tanzkurse für Ehepaare, Vorturnier-Kurse angeboten und unterrichtet wurde das Welttanzprogramm in Bronze, Silber und Gold. Tanz- und Abtanzbälle nach Standard- und Lateinformationen, Samstag Diskothek und Sonntag Tanztee waren ein fester Bestandteil des Programmes.
Inhaber Walter Herde hatte 1979 einen integrativen Tanzkurs für die Beschäftigten der Werkstätten für Behinderte ins Leben gerufen. Herde ließ in der Ahrensburger Werkstatt für Behinderte Prospekte verpacken. Eines Tages kam er in die Werkstatt und fragte: „Wollt ihr tanzen lernen?“ Bis dahin war dies für geistige behinderte Menschen undenkbar gewesen. Für seinen persönlichen Einsatz zur Integration von Menschen mit Behinderung zeichnete ihn Bundespräsident Dr. Richard von Weizsäcker mit dem Bundesverdienstkreuz aus. 1999 verkaufte das Ehepaar Herde nach 40 Jahren Berufstätigkeit die Tanzschule und das Grundstück an die Lebenshilfe e.V.
Tanzkurse für Menschen mit Handicap wurden von Thomas Narkus jeden Sonntag weitergeführt und 2009 und 2025 vom Bezirk Wandsbek mit dem Sozialpreis ausgezeichnet.
2015 verkaufte die Lebenshilfe das Gebäude der Tanzschule an einen Investor. Die Gefahr der Aufgabe der Tanzschule nach einem Eigentümerwechsel wurde durch Proteste und Eingaben abgewendet.